# جون روبرتس (قسيس)
جون روبرتس (بالإنجليزية: John Roberts)‏ (و. 1577 – 1610 م) هو قسيس ويلزي، توفي عن عمر يناهز 33 عاماً، بسبب العقاب في العصور الوسطي.

## التعليم
تعلم في كلية سانت جون، أوكسفورد
.